# Billy McAdams
William John McAdams, detto Billy (Belfast, 20 gennaio 1934 – Barrow-in-Furness, 13 ottobre 2002), è stato un calciatore nordirlandese, di ruolo attaccante.

## Carriera

### Giocatore

#### Club
Dopo aver giocato nelle giovanili di Banbridge Town, Glenavon e Burnley esordisce tra i professionisti nella stagione 1952-1953, all'età di 18 anni, nella prima divisione nordirlandese con il Lisburn Distillery; a fine anno va a giocare in Inghilterra al Manchester City, club di prima divisione, con cui dal 1953 al 1957 gioca in modo abbastanza sporadico, pur mantenendo buone medie realizzative (17 presenze e 8 reti nella stagione 1953-1954, 19 presenze e 6 reti nella stagione 1954-1955 e 12 presenze e 4 reti nella stagione 1956-1957), partecipando anche alla vittoria della FA Cup 1955-1956.
Nella stagione 1957-1958 si guadagna poi un posto da titolare, segnando 19 reti in 28 presenze; dopo un'altra annata interlocutoria (21 presenze e 4 reti), nella stagione 1959-1960 va in rete per 22 volte in 30 presenze; nell'estate del 1960 viene acquistato dal Bolton per sostituire Nat Lofthouse, appena ritiratosi dopo quattordici stagioni con i Trotters: nella stagione 1960-1961 mantiene le aspettative segnando 18 reti in 27 presenze, ma già nell'annata seguente perde definitivamente il posto da titolare, giocando 17 partite (nelle quali segna comunque 8 gol); si trasferisce poi al Leeds Utd, con cui segna 3 gol in 11 presenze in seconda divisione, per poi scendere in quarta divisione ai londinesi del Brentford, con i quali nella stagione 1962-1963 vince il campionato, restando poi in rosa anche nell'annata seguente in terza divisione, per un totale di 75 presenze e 36 reti in incontri di campionato con le Bees.
Successivamente gioca per un biennio in terza divisione con i londinesi del QPR (33 presenze e 11 reti totali) e per un biennio con il Barrow, con cui realizza 9 gol in 53 partite di campionato giocate conquistando un'altra promozione dalla quarta alla terza divisione, nella stagione 1966-1967. Si ritira infine nel 1969, all'età di 35 anni, dopo un'ultima stagione trascorsa con i semiprofessionisti del Netherfield.
In carriera ha totalizzato complessivamente 343 presenze e 147 reti nei campionati della Football League, giocando almeno una partita e segnando almeno una rete in ciascuna delle quattro divisioni che ne facevano parte.

#### Nazionale
Tra il 1954 ed il 1962 ha totalizzato complessivamente 15 presenze e 7 reti con la maglia della nazionale nordirlandese.

### Allenatore
Nel 1977 è stato per un periodo allenatore ad interim del Barrow, in quarta divisione.

## Palmarès

### Giocatore

#### Competizioni nazionali
- Coppa d'Inghilterra: 1

Manchester City: 1955-1956
- Campionato inglese di quarta divisione: 1

Brentford: 1962-1963